# Калварио (Кјети)
Калварио (итал. Calvario) је насеље у Италији у округу Кјети, региону Абруцо.
Према процени из 2011. у насељу је живело 65 становника. Насеље се налази на надморској висини од 372 м.